# Aleksandrówka (województwo wielkopolskie)
Aleksandrówka – wieś w Polsce położona w województwie wielkopolskim, w powiecie kolskim, w gminie Koło. Miejscowość leży 4 km na północ od centrum Koła, na północ od drogi lokalnej łączącej Czołowo z Ruchenną.
W latach 1975–1998 miejscowość administracyjnie należała do województwa konińskiego.